# Adelheidstraße 3 (Quedlinburg)

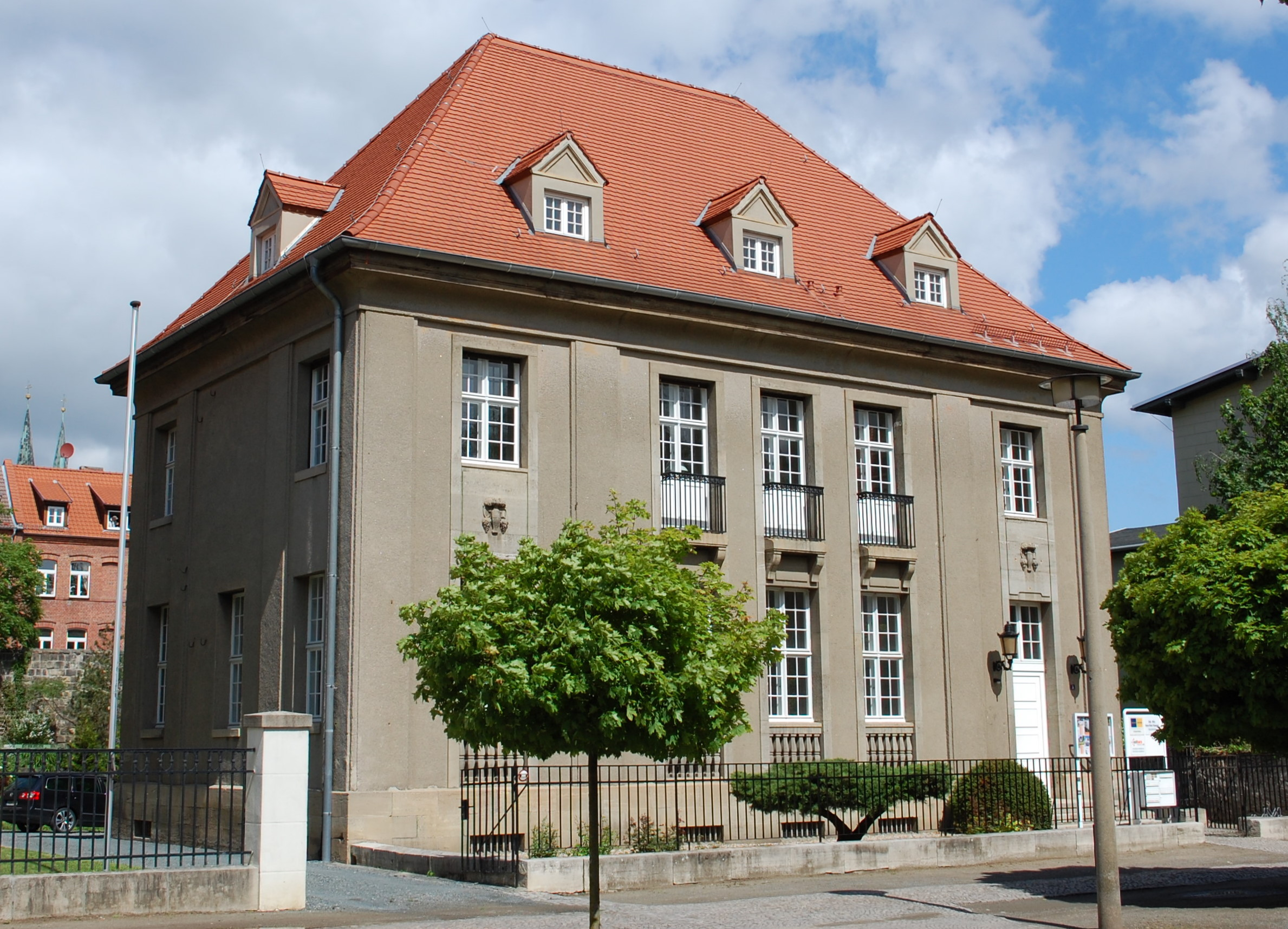
Adelheidstraße 3

Das Haus Adelheidstraße 3 ist ein denkmalgeschütztes Gebäude in der Stadt Quedlinburg in Sachsen-Anhalt. Im Quedlinburger Denkmalverzeichnis ist es als Bankgebäude eingetragen.

## Architektur und Geschichte
Das Gebäude entstand in den Jahren 1911 bis 1913 als repräsentatives Bankgebäude der Reichsbank für die Reichsbank-Nebenstelle Quedlinburg. Stilistisch ist seine Architektur dem Neoklassizismus zuzurechnen, die palaisartige Fassadengestaltung zeigt jedoch eine reduzierte Formensprache. Der im zentralen Baubüro der Reichsbank in Berlin unter Leitung des Reichsbank-Oberbaurats Julius Habicht entstandene Entwurf wurde unter örtlicher Bauleitung durch den Leiter des Quedlinburger Kreisbauamts, Regierungsbaumeister Daniel Krencker, ausgeführt. In die Gestaltung wurden auch der Garten und die Umfriedung einbezogen.
Heute wird das Haus als Wohn-, Büro- und Praxisgebäude genutzt.